# سیارک ۱۷۵۱۰۹
سیارک ۱۷۵۱۰۹ (به انگلیسی: 175109 Sharickaer، نامگذاری:2004MN7) صد و هفتاد و پنج هزار و صد و نهمین سیارک کشف شده‌است که در ۲۵ ژوئن ۲۰۰۴ کشف شد.